# Giuseppe Beotti
Giuseppe Beotti (ur. 26 sierpnia 1912 w Campremoldo Sotto, zm. 20 lipca 1944 w Sidolo) – włoski duchowny, męczennik, błogosławiony Kościoła katolickiego. 

## Życiorys
Urodził w Campremoldo Sotto, wiosce Gragnano Trebbiense (Piacenza, Włochy), w rodzinie rolniczej. Miał trzech młodszych braci, którzy zmarli 
na błonicę i grypę hiszpankę oraz dwie siostry. Gdy wybuchał wojna światowa, jego ojciec został wysłany do armii. Wtedy utrzymanie całej rodziny spadło na jego matkę. Od dziecka marzył by zostać duchownym i dlatego po zakończeniu szkoły średniej wstąpił do Kolegium Alberoni w Piacenzy i 2 kwietnia 1938 roku został wyświęcony na kapłana.
Wysłany do Borgonovo jako koadiutor, wyróżniał się wytrwałą pracą charytatywną na rzecz potrzebujących i zaangażowaniem, z jakim dbał o formację wiernych, zwłaszcza młodzieży.
W 1940 r. został przeniesiony jako arcykapłan do parafii Sidolo, małej górskiej wioski, przysiółka Bardi. Tutaj poświęcił się z miłością potrzebom wszystkich, bez wyjątku: partyzantów, Żydów, żołnierzy, rannych. Był bardzo ceniony przez ludzi, którzy widzieli jego poświęcenie i hojność.
Podczas okupacji niemieckiej, w 1943 r., reżim faszystowski postanowił zarekwirować dzwony na cele wojenne. Gdy w Sidolo wybuchły gwałtowne zamieszki, wzywał parafian do posłuszeństwa władzom cywilnym, ale starał się bronić ich praw. Został za to poddany postępowaniu karnemu, które zakończyło się niczym. Po zawieszeniu broni 8 września Sługa Boży udzielał gościny i pomocy uciekającym żołnierzom, więźniom, którzy uciekli z obozów, oraz prześladowanym, w tym około stu Żydom.
W 1944 roku 70 niemieckich żołnierzy straciło życie podczas starć w Pelosa di Bedonia. W odwecie żołnierze zniszczyli sąsiednie wioski, grabiąc całą okolicę. Między 19 a 20 lipca dotarli także do Sidolo. Czcigodny Sługa Boży postanowił pozostać w wiosce, spędzając noc w kościele na modlitwie. 
Został aresztowany i rozstrzelany 20 lipca 1944 r. w Sidolo, wiosce Bardi (Parma, Włochy), wraz z księdzem Francesco Delnevo i seminarzystą Italo Subacchi, którzy schronili się z nim w kościele. Ciało księdza wpierw zostało pochowane w Sidolo; po wojnie został ekshumowany i spoczął na cmentarzu w Gragnano. Po jego beatyfikacji jego doczesne szczątki zostaną przeniesione do kościoła San Michele Arcangelo w Gragnano
Jego proces beatyfikacyjny rozpoczął się 21 listopada 2010 i trwał do 7 listopada 2014, kiedy to trwały prace Trybunału Kościelnego w sprawie jego beatyfikacji i kanonizacji, mające na celu udowodnienie jego męczeństwa w nienawiści do wiary.
20 maja 2023 papież Franciszek zezwolił na promulgację dekretu o męczeństwie Giuseppe Beottiego, co otwiera drogę do jego beatyfikacji. 30 września 2023 podczas eucharystii w katedrze w Piacenzy, prefekt dykasterii do spraw świętych kard. Marcello Semeraro dokonał beatyfikacji księdza Giuseppe, wpisując go w poczet błogosławionych Kościoła katolickiego. 
Jego wspomnienie liturgiczne obchodzone jest 20 lipca